# Чэнь Цзыфань
Чэнь Цзыфа́нь (кит. упр. 陈子凡, пиньинь Chén Zǐfán; род. 1995) — китайский профессиональный игрок в снукер.

## Биография
Родился 17 сентября 1995 года в городе Сиань.
Начал играть в качестве любителя турнирах младшего рейтинга (minor-ranking), в частности Asian Players Tour Championship в 2012 году, достигнув last 64 в турнире Event 1 1 в Чжанцзягане, где проиграл Майклу Уайту со счётом 2:4.
В следующем сезоне он претендовал на wildcard на World Open 2014, где он победил Сандерсона Лэма, прежде чем проиграть Джадду Трампу со счетом 0:5 на том же этапе last 64. Чэнь Цзыфань прошел квалификацию на 2016 International Championship, победив профессионала Тянь Пэнфэя со счетом 6:3, но проиграл в трудном матче Ляну Вэньбо в первом раунде со счетом 5:6.
Китайский снукерист стал профессионалом в сезоне 2017/18 после победы над Беном Джонсом ( Ben Jones) со счетом 4^1 в финальном раунде Q-School Event 2.